# Restaurant Jordnær
Restaurant Jordnær er en dansk restaurant, beliggende på Gentofte Hotel i Gentofte. Den har tre stjerner i Michelinguiden. Jordnær blev åbnet sidst i april 2017.

## Historie
Ægteparret Tina og Eric Kragh Vildgaard åbnede sent i april 2017 restauranten på det nyrenoverede Gentofte Hotel i Gentofte. Allerede ti måneder efter åbningen, blev Jordnær den 19. februar 2018 for første gang tildelt én stjerne i Michelinguiden. Året efter blev den fornyet, og 17. februar 2020 fik Jordnær stjerne nummer to. 27. maj 2024 fik Jordnær tildelt de maksimale 3 stjerner i ved den nordiske Michelinguide i Helsinki.